# محیط حل مسئله
محیط حل مسأله (PSE)  نرم‌افزاری کامل، یکپارچه و تخصصی برای حل یک طبقه  از مشکلات است، ترکیب  خودکار روش های حل مسئله با ابزارهای انسانی برای هدایت حل مسئله.  یک PSE همچنین می تواند به کاربران در فرمول سازی مشکل کمک کند.  PSE نیز ممکن است به کاربران در حل مشکل کمک کند. PSE نیز به کمک کاربران در فرموله کردن مشکلات, انتخاب الگوریتم، شبیه سازی عددی ارزش و مشاهده و تجزیه و تحلیل نتایج ممکن است

## هدف PSE
خیلی از PSE ها در دهه 1990 عرضه شدند.  آنها از زبان رشته مربوطه استفاده می کنند و اغلب از رابط کاربری گرافیکی مدرن استفاده می کنند.  هدف این است که نرم‌افزار را برای استفاده از متخصصان در رشته های غیر علوم کامپیوتر  آسان کند .  PSE ها برای مشکلات عمومی مانند تجسم داده یا سیستم های بزرگ معادلات و برای زمینه های محدود علوم و مهندسی مانند طراحی توربین گاز در دسترس هستند . 

### تاریخ
PSE چند سال پس از انتشار فورتن و الگول 60 منتشر شد، مردم فکر کردند که این سیستم با زبان سطح بالا باعث از بین بردن برنامه نویسان حرفه ای خواهد شد.  با این حال، شگفت آور، PSE پذیرفته شده است و حتی اگر دانشمندان از آن برای نوشتن برنامه ها استفاده کنند. 
برای محاسبات علمی موازی در سال 1960 معرفی شد که این اولین مجموعه مجموعه ای بود که در سال 1960 معرفی شد و این اولین مجموعه های سازماندهی شده با استانداردهای جزئی بود.   در سال 1970، PSE در ابتدا برای ارائه زبان برنامه نویسی سطح بالا به جای Fortran  همچنین Advent Packages Plotting کتابخانه ها مورد بررسی قرار گرفت.  توسعه کتابخانه ها ادامه یافت و معرفی سیستم های گرافیکی و محاسباتی ارائه شد که تجسم داده ها است.  تا دهه 1990، Hypertext، Point و Click به سمت قابلیت تعامل رفت.  در حال گذار، بخش "قطعات نرم‌افزاری" در نهایت وجود داشت. PSE
در طی چند دهه اخیر، بسیاری از PSE ها توسعه یافته اند و برای حل مشکل و همچنین پشتیبانی از کاربران از دسته های مختلف، از جمله آموزش و پرورش، برنامه نویسی عمومی، آموزش نرم‌افزار CSE، اجرای کار و Grid / Cloud محاسبات.  

## نمونه هایی از PSE

### بهینه سازی عددی مبتنی بر شبکه
نرم‌افزار پوسته GOSPEL نمونه ای از چگونگی مدل سازی PSE برای مدل سازی EHL با استفاده از یک Grid می باشد.  با استفاده از PSe، می توان پیشرفت بهینه سازی را نمایش داد و همچنین با سایر شبیه سازی ها ارتباط برقرار کرد. 
PSE parallelis و بسیاری از محاسبات عددی فردی را در محاسبات عددی فردی در یک کد بهینه سازی سریال صنعتی قرار داده است.  این در بسته IRIS Explorer NAG برای حل مشکلات EHL و موازی سازی ساخته شده است و می تواند از کتابخانه های gViz استفاده کند تا تمامی ارتباطات بین PSE و شبیه سازی را اجرا کند.  همچنین با استفاده از MPI، که بخشی از کتابخانه های NAG است، با ترکیب حداکثر، سریع و بهتر می شود. سطح ادامه. 
علاوه بر این، سیستم طراحی شده است تا کاربران را قادر به هدایت شبیه سازی با استفاده از خروجی تجسم نماید.  به عنوان مثال، استفاده از حداقل ضرایب محلی یا لایه بندی جزئیات بیشتر در هنگام شبیه سازی در داخل و خارج از محدوده محلی است و می تواند اطلاعاتی را که در هر تیز تولید می شود را تصور کند و همچنین شبیه سازی را هدایت می کند. 

### PSEs مبتنی بر شبکه برای دستگاه های تلفن همراه
PSE ها نیازمند مقدار زیادی از منابع هستند که حتی رایانه های قدرتمند امروز را نیز تحت فشار قرار می دهند.  ترجمه PSE ها به نرم‌افزارهایی است که می تواند برای دستگاه های تلفن همراه در یک چالش مهم که امروزه برنامه نویسان را در بر دارد، استفاده شود. 
محاسبات شبکه به عنوان یک راه حل برای مسائل مربوط به نجات PSE ها برای دستگاه های تلفن همراه دیده می شود.  این کار از طریق یک "خدمات بازرگانی" امکان پذیر است.  این سرویس توسط یک دستگاه آغازگر آغاز شده که اطلاعات لازم را برای PSE برای حل وظیفه ارسال می کند.  سرویس واسطه سپس این را به فرایندهای زیر تقسیم می کند که اطلاعات را به دستگاه های وابسته دیگری که این زیر کارها را انجام می دهند، توزیع می کند.   این واسطه نیاز به یک مخزن عامل فعال (AAR) و یک جدول اختصاص وظیفه (TAT) دارد که هر دو برای مدیریت زیر کارها کار می کنند.  سرور نگهدارنده Alive برای مدیریت ارتباط بین سرویس بینالمللی و دستگاههای زیرمجموعه استفاده می شود.  سرور Keep-Alive بر روی یک برنامه کاربردی مشتری سبک وزن نصب شده در دستگاه های همراه شرکت متکی است. 
امنیت، شفافیت و قابلیت اطمینان مسائلی است که ممکن است هنگام استفاده از شبکه برای PSE های مبتنی بر تلفن همراه ایجاد شوند. 

### پشتیبانی آموزشی
یک انقلاب برای یادگیری مبتنی بر شبکه و آموزش الکترونیکی برای آموزش وجود دارد، اما جمع آوری داده های تحصیلی و اطلاعات مربوط به فعالیت های دانش آموزان بسیار دشوار است.  TSUNA-TASTE، توسط T. Teramoto، PSE برای حمایت از فرایندهای آموزش و پرورش، طراحی شده است.  این سیستم ممکن است ایده جدیدی از یادگیری الکترونیکی را با حمایت از معلمان و دانش آموزان در زمینه آموزش کامپیوتر به وجود آورد.  این شامل چهار بخش است، از جمله عوامل دانش آموزان، سرور پشتیبانی آموزشی، یک سیستم پایگاه داده و یک وب سرور.  این سیستم باعث می شود که آموزش الکترونیکی راحت تر باشد زیرا اطلاعات زودتر برای ذخیره و جمع آوری دانش آموزان و معلمان فراهم می شود. 
پشتیبانی از تولید نرم‌افزار موازی کامپیوتر (P-NCAS)، یک PSE است، راه جدیدی برای کاهش کار سخت برنامه نویسی برای برنامه نویسی کامپیوتر ایجاد می کند.  این برنامه می تواند شانس نابودی نرم‌افزار های بزرگ کامپیوتری را کاهش دهد و یا این که این عدم اطمینان و حوادث بزرگ در جامعه را محدود می کند.  علاوه بر این، معادلات دیفرانسیل دیفرانسیل جزئی (PDEs) را می توان با برنامه های موازی حل کرد که توسط P-NCAS پشتیبانی می شود.  P-NCAS یک برنامه چندگانه تک برنامه (SPMD) را استخدام می کند و از روش تجزیه برای موازی استفاده می کند.  این کاربران را قادر می سازد از P-NCAS به مشکلات ورودی توسط PDES، الگوریتم و طرح Discretisation و غیره، و برای مشاهده و ویرایش تمام جزئیات از طریق تجسم و ویندوز برای ویرایش استفاده می شود.  در نهایت، برنامه موازی به زبان C توسط P-NCAS نمایش داده خواهد شد و همچنین اسنادی را نشان می دهد که همه چیز را در ابتدا وارد کرده است.

## بهبودی آینده
اولاً، با توجه به هزینه و قدرت کامپیوتر در دسترس بود، مشکلی بود که مشکل 2-D EHL حل شود.  توسعه کدهای موازی 2D EHL و رایانه های سریعتر اکنون راه حل مشکل 2-D EHL را امکان پذیر کرده است.  داده های اصطکاک و روانکاری نیاز به یک سطح بالاتری از امنیت دارند، زیرا حساسیت آنها بیشتر است.  حسابداری برای شبیه سازی ممکن است دشوار باشد زیرا این کار به سرعت و به هزاران انجام می شود.  این را می توان با یک سیستم ثبت نام یا "دایرکتوری" حل کرد.  PSE های مشارکتی با چندین کاربر با مشکلات ردیابی تغییرات روبه رو خواهند شد، به خصوص اینکه چه تغییرات خاصی صورت گرفته است و زمانی که این تغییرات ایجاد شد.  این نیز ممکن است با یک دایرکتوری از تغییرات حل شود. 
ثانیاً، بهبود آینده PSE های مبتنی بر Grid برای دستگاه های تلفن همراه، گروه هدف ایجاد سناریو های جدید را از طریق دستکاری متغیرهای کنترل در دسترس است.  با تغییر این متغیرهای کنترل، نرم‌افزار شبیه سازی قادر به ایجاد سناریوها از یکدیگر است، که امکان بررسی دقیق تر شرایط در هر سناریو را فراهم می کند.  انتظار می رود که دستکاری سه متغیر، دوازده سناریو متفاوت را تولید کند. 
متغیرهایی که ما علاقه‌مند به مطالعه هستند، پایداری شبکه و تحرک دستگاه است.  ما احساس می کنیم که این متغیرها بیشترین تأثیر را در عملکرد شبکه ای دارند.  مطالعه ما عملکرد را با استفاده از زمان اتمام کار به عنوان نتیجه اولیه اندازه گیری می کند. 

## PSE پارک
همانطور که PSE ها پیچیده تر می شوند، نیاز به محاسبه منابع به طور چشمگیری افزایش یافته است.  برعکس، با استفاده از برنامه های PSE به زمینه ها و محیط های پیچیدگی در حال رشد، ایجاد PSE ها خسته کننده و دشوار است. 
Hirumichi Kobashi و همکارانش یک PSE را طراحی کرده اند که برای ایجاد سایر PSE ها طراحی شده است.  این به عنوان یک 'meta PSE' یا یک PSE خوانده می شود.  این بود که PSE PSRk متولد شد. 

### چارچوب
معماری پارک PSE تاکید بر انعطاف پذیری و قابلیت توسعه است.  این ویژگی ها آن را یک پلت فرم جذاب برای سطوح گوناگون تخصص، از کاربران ورود به سطح به توسعه دهندگان می سازد. 
PSE Park از طریق مخزن توابع آن را فراهم می کند. مخزن حاوی ماژول های مورد نیاز برای ساخت PSE ها است.  بعضی از اساسی ترین ماژول هایی که Cores نامیده می شوند، به عنوان پایه ای از PSE ها مورد استفاده قرار می گیرند.  ماژول های پیچیده تر برای برنامه نویسان در دسترس هستند.  کاربران به PSE پارک دسترسی دارند از طریق یک کنسول مرتبط با برنامه نویسان.  هنگامی که کاربر ثبت نام می کند، وی به مخزن ارزیابی می کند.  یک سرور PIPE به عنوان واسطه بین کاربر و پارک PSE استفاده می شود.  این دسترسی به ماژول ها را فراهم می کند و توابع انتخاب شده را به PSE می سازد. 
توسعه دهندگان می توانند توابع و یا حتی کل PSE ها را برای ورود به مخزن توسعه دهند.  کاربران ورودی سطح و متخصص می توانند به این PSE های پیش ساخته شده برای اهداف خود دسترسی داشته باشند.  با توجه به این معماری، PSE Park نیاز به محیط محاسباتی ابر دارد تا از اشتراک داده های بسیار زیاد که در هنگام استفاده و توسعه PSe رخ می دهد پشتیبانی کند. 

### سرور PIPE
سرور PIPE از سرورهای دیگر متفاوت است از نظر نحوه دست زدن به نتایج متوسط.  از آنجا که سرور PIPE بعنوان یک واسطه در متا-PSE عمل می کند، هر نتیجه یا متغیر تولید شده توسط یک ماژول هسته به عنوان متغیرهای جهانی که باید توسط هسته بعدی مورد استفاده قرار گیرد، بازیابی می شوند.  دنباله یا سلسله مراتب توسط کاربر تعریف شده است.  راه، متغیرهای یکسان به مجموعه جدید متغیرها تجدید نظر می شود. 
یکی دیگر از ویژگی های مهم سرور PIPE اینست که هر ماژول یا هسته به طور مستقل اجرا می شود.  این به این معنی است که زبان هر یک از ماژول ها نباید همانند دیگران در PSE باشد.  ماژول ها بسته به سلسله مراتب تعریف شده اعمال می شود.  این ویژگی انعطاف پذیری بسیار زیادی را برای توسعه دهندگان و کاربران که زمینه های متنوعی در برنامه نویسی دارند، به ارمغان می آورد.  فرمت مدولار همچنین امکان فعال شدن PSE های موجود را به راحتی فراهم می کند. 

### هسته ها
به منظور ثبت نام، یک هسته باید به طور کامل تعریف شود.  تعاریف ورودی و خروجی به سرور PIPE اجازه می دهد تا سازگاری با دیگر هسته ها و ماژول ها را تعیین کند.  هیچ تعریف توسط سرور PIPE برای ناسازگاری مشخص شده است. 

### موتور ثبت نام و کنسول
موتور ثبت نام پیگیری تمامی هسته ها را که ممکن است در پارک PSE استفاده شود را دنبال می کند.  سابقه استفاده نیز ایجاد شده است.  یک نقشه هسته ممکن است به منظور کمک به کاربران برای درک یک هسته برای کمک به کاربران به درک بهتر یک هسته یا ماژول، توسعه یابد.  کنسول رابط اصلی کاربران با PSE پارک است.  این بسیار بصری و نمودار است، به کاربران اجازه می دهد تا بهتر درک ارتباط بین ماژول ها و هسته ها برای PSE ها که آنها در حال کار بر روی. 